# Noël Coypel
Pour les articles homonymes, voir Coypel.
 (décembre 2020).
Si vous disposez d'ouvrages ou d'articles de référence ou si vous connaissez des sites web de qualité traitant du thème abordé ici, merci de compléter l'article en donnant les références utiles à sa vérifiabilité et en les liant à la section « Notes et références ».
Noël Coypel, né le 25 décembre 1628 à Paris, et mort dans la même ville le 24 décembre 1707, est un artiste-peintre français de l’école classique.

## Biographie

### Études à Orléans
Le premier de tous ceux de ce nom à s’être adonné à la peinture, fils de Guyon Coypel, cadet d’une famille de Cherbourg en Normandie, Coypel étudia d’abord à Orléans chez un élève de Simon Vouet, du nom de Pierre Poncet, qu’il quitta à l’âge de 14 ans pour monter à Paris.

### À Paris dès l'âge de 14 ans
Dans la capitale, il intègre l’atelier de Noël Quillerier. Ses progrès furent si rapides qu’en 1646, âgé de 18 ans seulement, il fut employé, aux décorations qu’on préparait pour l’opéra d’Orphée (Orfeo, opéra de Luigi Rossi, 1647). Charles Errard, chargé des travaux de peinture pour l’Oratoire et la chambre du roi au Louvre, eut recours à son aide et depuis lors, il fut toujours inclus dans les commandes faites par le roi. Il travaillera ensuite exclusivement pour lui pendant près de 20 ans.

### Peintre des appartements du roi

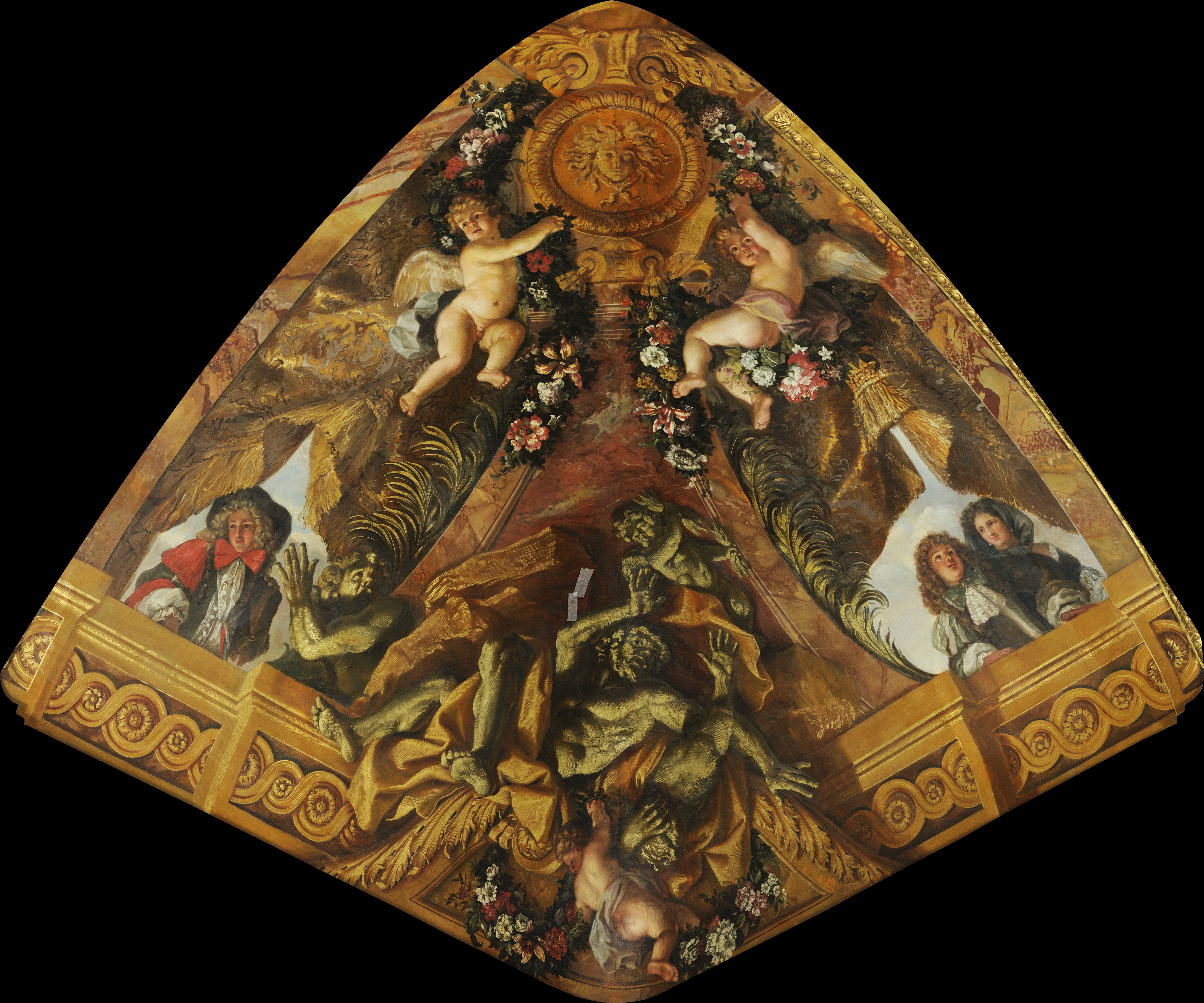
Voussure d'angle d'un plafond du château de Versailles peint par Coypel.

Il peignit ainsi, en 1655, plusieurs tableaux pour les appartements du roi, au Louvre, du cardinal Mazarin, et lors du mariage de Louis XIV, les plafonds de l’appartement de la reine, ceux de la salle des machines (l’opéra) aux Tuileries, et d’autres compositions à Fontainebleau.

### L'Académie royale de peinture
Coypel s’était présenté, le 6 septembre 1659, à l’Académie royale de peinture et de sculpture mais, très occupé aux travaux auxquels le roi l’employait , il différa sa réception jusqu’au 31 mars 1663, et ne donna que longtemps après son morceau de réception, la Réprobation de Caïn après la mort d’Abel.
En 1660, il fit décorer sur ses dessins l’appartement du roi aux Tuileries.
En 1661, il peignit Saint Jacques conduit au supplice et faisant un miracle sur un paralytique comme tableau votif que la corporation des orfèvres offrait, au mois de mai, à la cathédrale Notre-Dame de Paris.

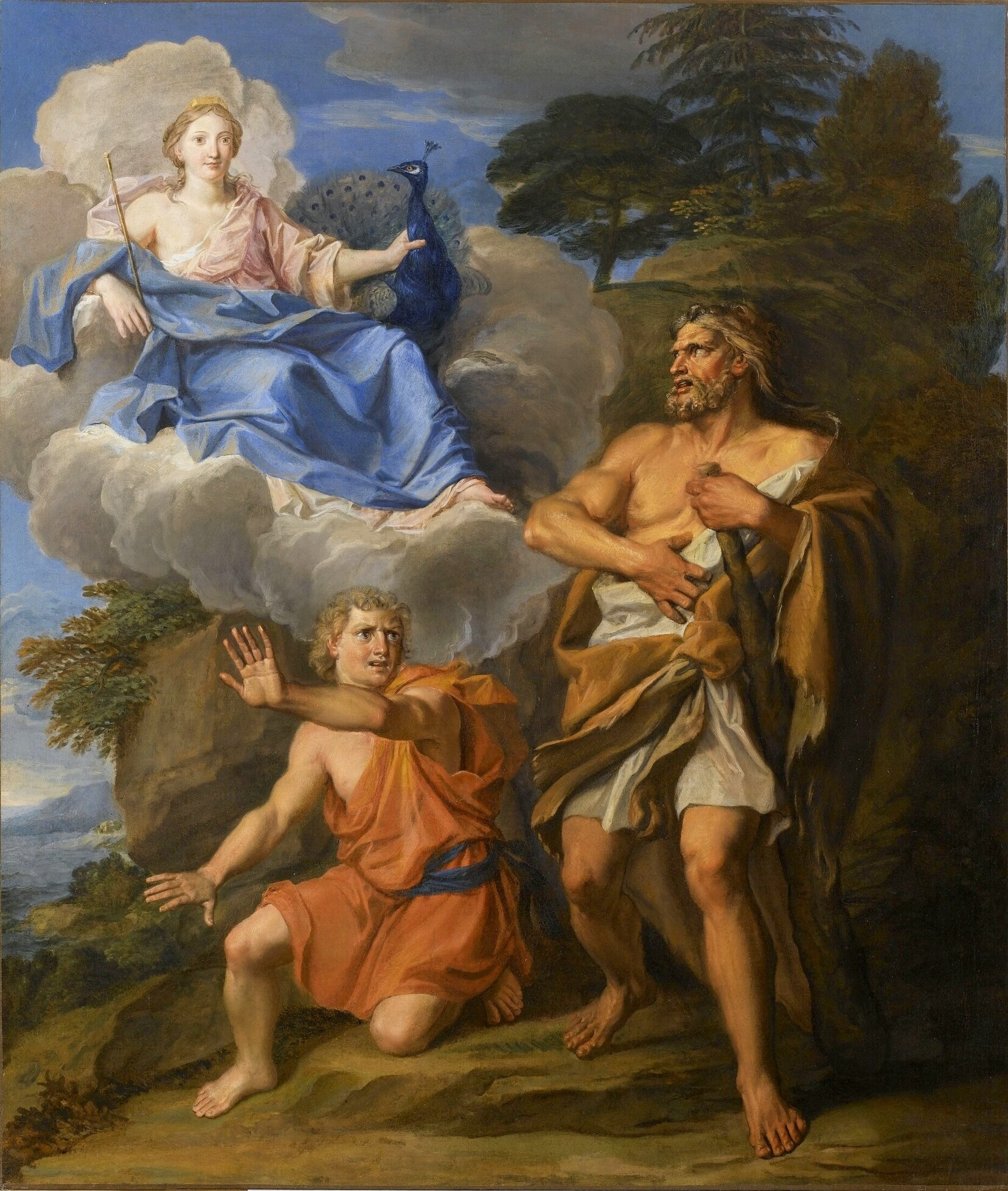
Hercule et Junon.

Nommé adjoint à professeur en 1664, il devint professeur le 1er mars de la même année. Il travailla pour le Palais-Royal, pour la grande chambre d’audience du Parlement de Bretagne. Colbert et Coypel entretenaient une rivalité, qui avait notamment poussé Colbert à l'empêcher de mener à bien ces projets, notamment le Plafond du salon de Jupiter.[réf. nécessaire]

### Directeur de l'Académie de France à Rome (1673-1675)
En 1672, alors qu’il venait de recevoir un logement aux galeries du Louvre, il fut nommé, sous la surintendance de Colbert, directeur de l’Académie de France à Rome qu’Errard venait de diriger pendant les 6 premières années de son existence. Il emmena avec lui son fils Antoine et son beau-frère, le peintre de paysages Charles-Antoine Hérault.
Il exerça la position de directeur de l’Académie de Rome de 1673 à 1675. Sous sa direction, il obtint un logement dans un palais pour l’école, fit mouler les plus belles statues de Rome pour l’instruction des élèves, et dessinait avec eux tous les soirs, les encourageant par son exemple et ses conseils. Pendant son directorat, il peignit en outre cinq tableaux qui ornèrent la salle des gardes de la reine à Versailles. Lors de ce séjour à Rome, son appétence pour l’Antiquité s’est également développée comme en témoigne le tableau  L’Allégorie de la Terre, aujourd’hui conservée au musée des Beaux-Arts de Lyon, ainsi que le Sacrifice à Jupiter, replacé en 1923 dans le salon des gardes de la Reine. Le 13 avril 1673, il fut admis à l’Académie de Saint-Luc.

### Retour à Paris et reprise des commandes pour le roi
Revenu, après trois ans de séjour à Rome, où il s’était lié avec Carlo Maratta, le Cavalier Bernin, etc., en France, ainsi que son fils, il reprit les travaux qu’il avait commencés pour le roi.
Louvois et de Villacerf, ayant succédé, comme surintendants des bâtiments, à Colbert, le chargèrent de faire des cartons pour plusieurs tapisseries des Gobelins.
Il faut savoir que Noël Coypel à l’époque de Colbert, était l’ennemi de ce dernier, qui alors, l’empêchait de mener à bien ces projets. Nous pouvons notamment parler du Plafond du salon de Jupiter.

### Directeur de l'Académie royale de Peinture
Il fut élu adjoint à recteur le 2 juillet 1689, recteur le 1er juillet 1690, et directeur de l’Académie le 13 août 1695, en remplacement de Mignard mort le 30 mai, et de nouveau recteur en 1702.

### Les dernières années

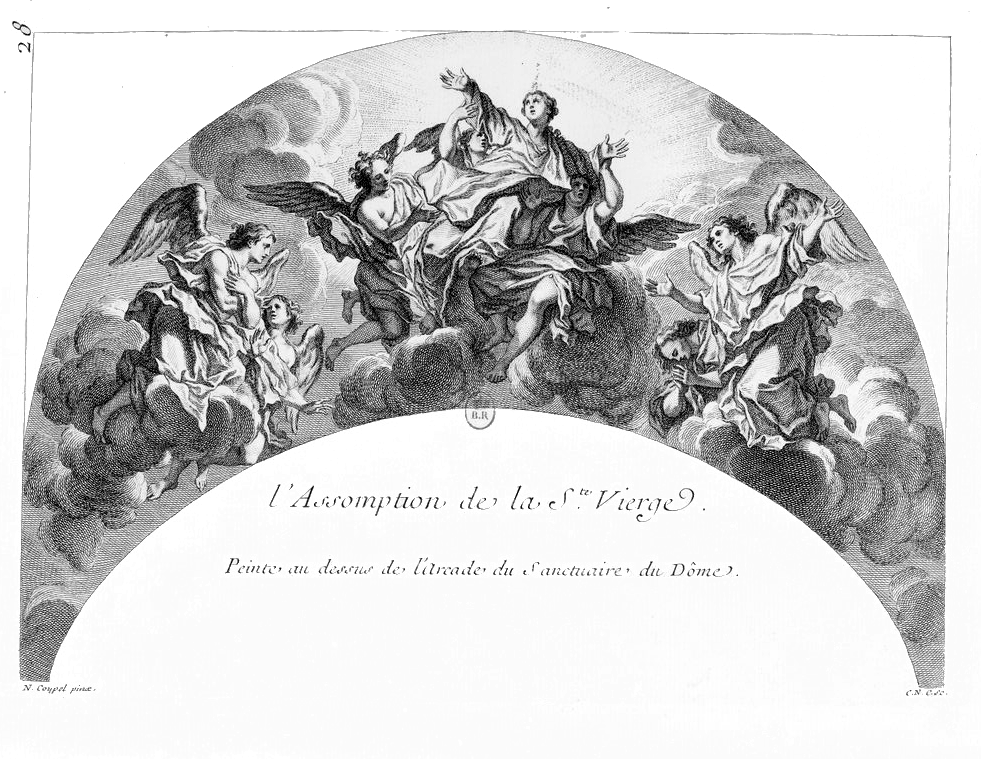
L'Assomption de la Vierge.

En 1705, âgé de 77 ans, il entreprit les peintures à fresque qui sont au-dessus du maitre-autel de l’église des Invalides et représentent une Assomption de la Vierge. Ce pénible ouvrage lui causa une longue maladie, dont il mourut la veille de Noël, jour même de sa naissance. Il fut enterré à Saint-Germain-l'Auxerrois. Ses compositions ont été gravées par Poilly, Boulanger, Regnesson, Château, Picart le Romain, Dupuis, Duchange et Cochin. Il a exposé aux salons de 1699 et de 1704.

### Vie familiale

#### Famille

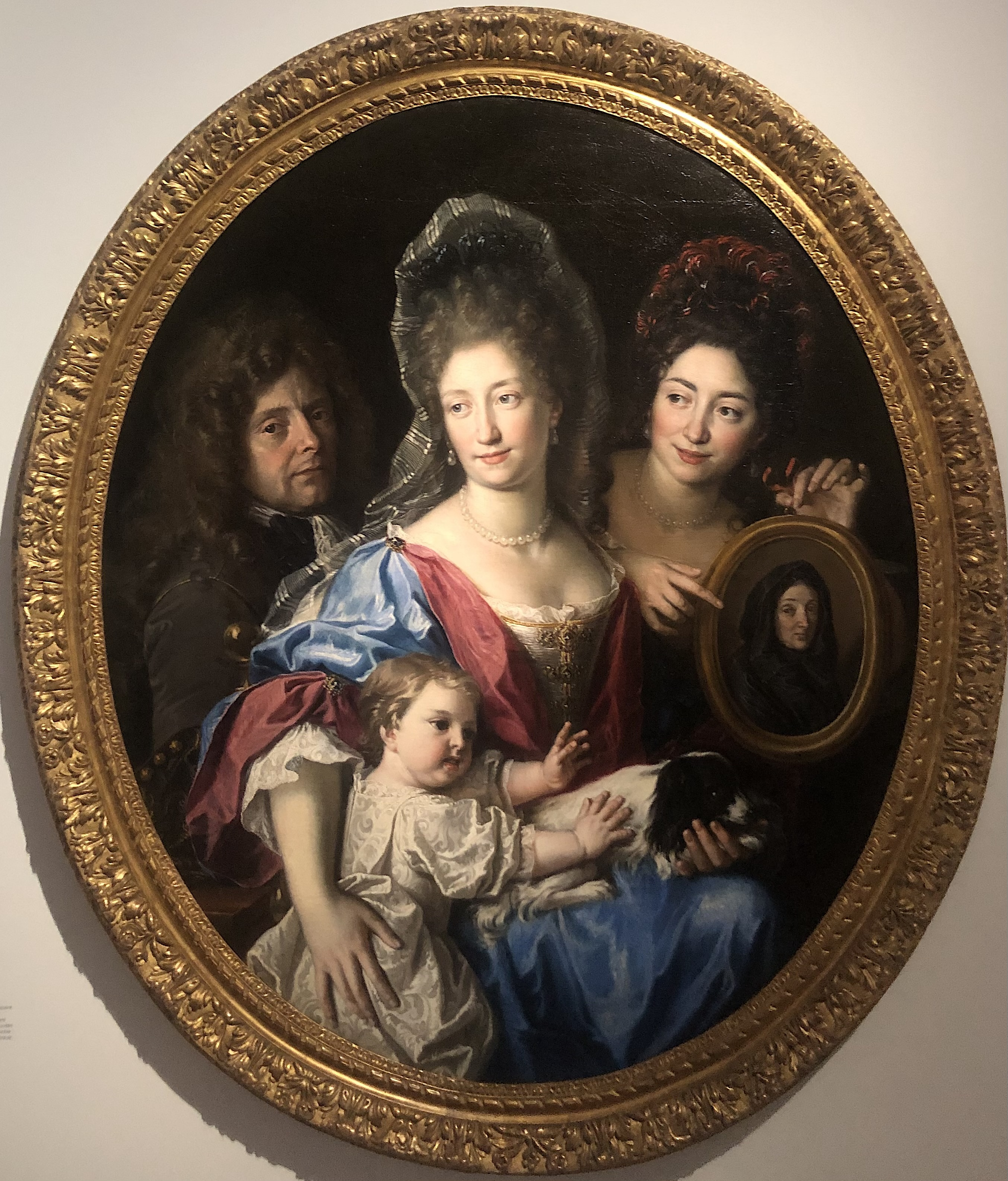
Noël Coypel, La Famille du peintre, vers 1690.

Il avait été marié avec deux femmes peintres : la première fois avec Madeleine Hérault en 1659 (union par laquelle il fut le beau-frère du graveur Guillaume Chasteau), dont il eut Antoine Coypel, lui-même père de Charles Antoine Coypel ; la seconde avec Anne-Françoise Perrin en 1685, alliée à la famille des Boullogne, dont il eut trois filles: Anne-Françoise Coypel, mariée au sculpteur François Dumont (1687-1726), et Noël Nicolas Coypel, lui aussi peintre.

#### Une dynastie de peintres
Noël Coypel est le fondateur d'une dynastie qui occupa l'Académie Royale pendant près d'un siècle. Ses descendants furent Antoine Coypel, qui fut désigné Premier Peintre du Roi en 1715, Noël-Nicolas Coypel, qui fut professeur de l'Académie à partir de 1733 et Charles-Antoine Coypel qui fut également Premier Peintre du Roi à partir de 1746.

## Dessins
- Apollon assis, appuyé sur sa lyre, pierre noire, craie sur papier brun. H. 0,582 ; L. 0,420 m[4]. Paris, Beaux-Arts de Paris. Ce dessin est le premier réalisé par Noël Coypel au cours de son mois d'exercice à l'Académie. Il est daté du 3 février 1664. Ses recherches portent exclusivement sur la musculature.
- Double académie : Hercule et Acheloüs, sanguine, pierre noire et rehauts de blanc sur papier beige. H. 0,605 ; L. 0,415 m[5]. Paris, Beaux-Arts de Paris. Ce dessin est une double académie réalisée par l'artiste en préparation à des compositions destinées au petit appartement du Roi aux Tuileries et peintes entre 1666 et 1668. Magnifique étude d'après le modèle vivant, elle est remise par l'artiste à l'Académie royale de peinture et de sculpture afin de servir de modèle. Elle est à rapprocher de la composition peinte représentant Hercule et Acheloüs (musée des Beaux-Arts de Lille)[6].

## Élèves
- Antoine Coypel, son fils
- Noël Nicolas Coypel, son fils
- Charles Pocrion, son parent
- Charles-François Poerson (1653-1725)
- Charles-Louis Chéron (1676-1745), petit-neveu

## Expositions
- Noël Coypel, peintre de grands décors, Grand Trianon, Versailles, 2023-2024[7]